# Утве
Утве (лат. Tadorninae) су потпородица породице патке, гуске и лабудови (лат. Anatidae) из реда пловуша (лат. Anseriformes). 
Већина врста из ове потпородице насељава тропске пределе и јужну земљину полулопту, а само две живуће врсте, шарена утва (Tadorna tadorna) и утва златокрила (Tadorna ferruginea) се гнезде у северним пределима са умереном климом. Северну земљину полулопту је насељавала још једна врста, ћубаста утва или корејска ћубаста утва (Tadorna cristata), за коју се верује да је изумрла.

## Систематика
Средином 1980-их неке врсте које су раније сврставане у потпородице патке (Anatinae) и Cairininae (која данас више није призната) су премештене у потпородицу утве (Tadorninae). Анализе митохондријалне ДНК које су извшене у току друге половине 1990-их довеле су у сумњу исправност алокације једног броја родова, неки родови за које се веровало да припадају потпородици патке и један род из потпородице гуске можда припадају потпородици утве, док неки родови за које се веровало да припадају потпородици утве можда припадају другим потпородицама. 
Данас расположиви подаци указују на то да се утве (Tadorninae) налазе између потпородица гуске и патке (као што њихов изглед и сугерише).

### Родови
Родови који припадају потпородици утве (Tadorninae):
- Tadorna
- Салвадоријева крџа

- Alopochen
- Neochen
- Chloephaga
- Плава патка

- Андска патка

- Мадагаскарска утва
 †

### или
За следеће родове није сигурно да ли припадају потпородици утве (Tadorninae) или патке (Anatinae):
- Aix
- Америчка мошусна патка
[4]
- Огрличаста крџа
[4]
- Гриваста патка

- Црнолеђа патка


Није сигурно да ли се род Malacorhynchus налази у оквиру потпородице утве (Tadorninae) или потпородице Oxyurinae.
- Malacorhynchus

### Tadorninae или нова потпородица
- Плавокрила гуска


Није сигурно да ли се род плавокрила гуска (Cyanochen) налази у оквиру потпородице утве (Tadorninae) или са родом Хартлаубова патка (Pteronetta) чини посебну потпородицу.

### илиили
- Кејпбаренска гуска

- Новозеландска гуска
 †

Могуће је да род кејпбаренска гуска (Cereopsis) са изумрлим родом новозеландска гуска (Cnemiornis) чини посебно племе Cereopsini, које се налази или у оквиру потпородице гуске (Anserinae) или у оквиру потпородице утве (Tadorninae), а могуће је и да та два рода (Cereopsis и Cnemiornis) чине посебну потпородицу Cereopsinae. Најновије анализе ДНК су показале да је најближи живући сродник рода кејпбаренска гуска (Cereopsis) род коскороба лабуд (Coscoroba) из потпородице гуске (Anserinae).